# Fraternidad San Vicente Ferrer

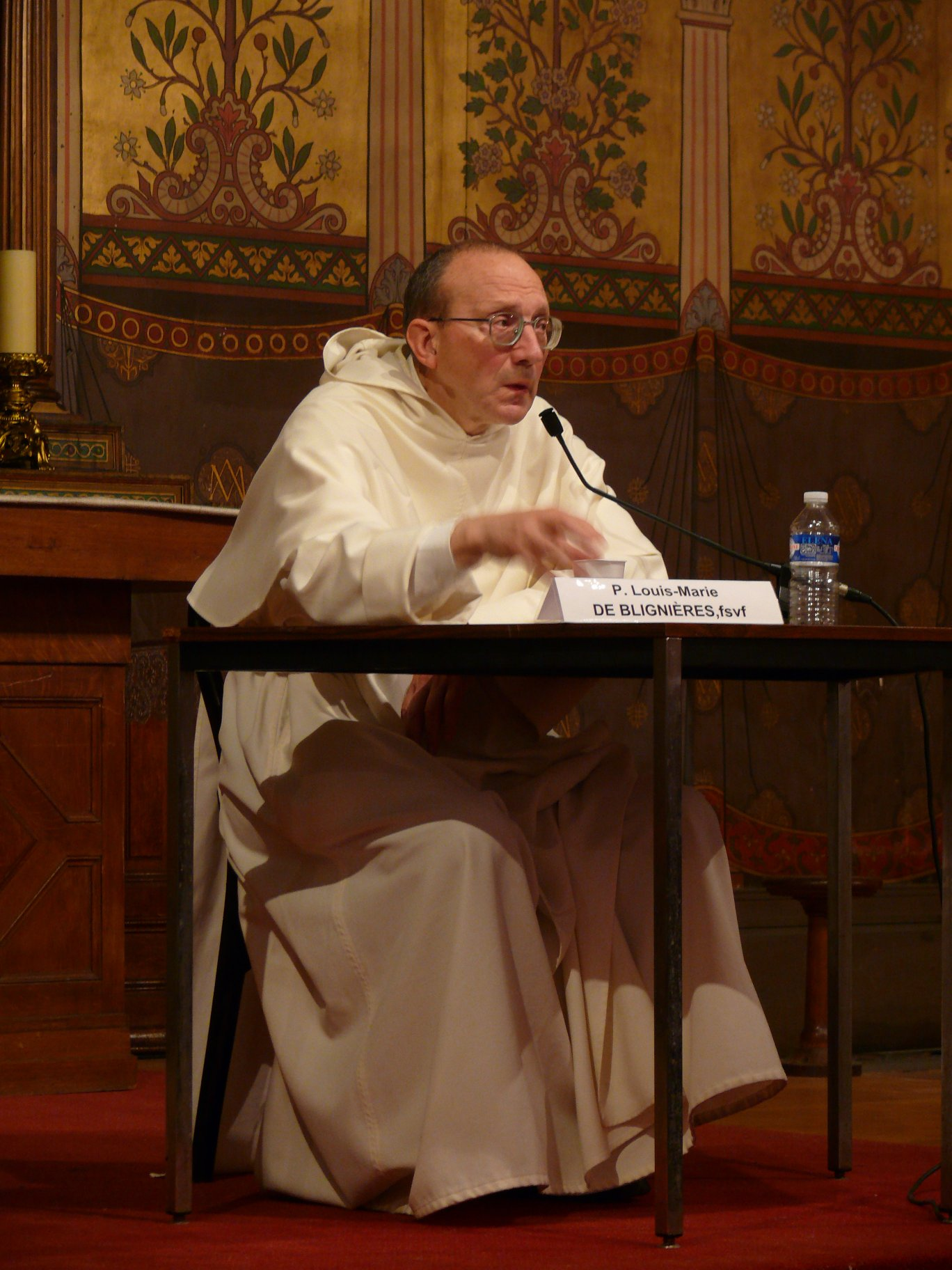
Louis-Marie de Blignières, 2014

La Fraternidad San Vicente Ferrer (en latín Fraternitas Sancti Vincentii Ferrerii, en francés Fraternité Saint Vincent Ferrier es un instituto religioso masculino de derecho pontificio: es una congregación clerical de inspiración dominicana.

## Historia
Fundada en 1979 por Louis-Marie de Blignières, de tendencia sedevacantista, estaba constituida por religiosos católicos tradicionales disidentes que habían roto la comunión con la Sede Apostólica en polémica con la reforma del Concilio Vaticano II.
Los primeros miembros de la comunidad hicieron su profesión solemne en 1981. En 1986 comenzaron su camino de reacercamiento a la Iglesia y han obtenido la autorización para completar los estudios en la universidad pontificia.

## Actualidad
En 1988 la Fraternidad se reconcilió oficialmente con la Santa Sede, siendo aprobada como congregación clerical con decreto de la Pontificia Comisión "Ecclesia Dei". Tomaron como sede el convento Saint Thomas d'Aquin de Chémeré-le-Roi, en el Loira. La misa la celebran según el rito dominicano.
El 31 de diciembre de 2005 la Fraternidad contaba con 15 religiosos, 5 de los cuales eran sacerdotes.